# Lluís Martínez Sistach
Lluís Maria Martinez Sistach (Barcellona, 29 aprile 1937) è un cardinale e arcivescovo cattolico spagnolo.

## Biografia
È figlio di Juan Martínez Puig, rappresentante, e di María Sistach Masllorens, casalinga. Ha due sorelle.
Ordinato sacerdote il 17 settembre 1961 da Gregorio Modrego y Casaus, arcivescovo-vescovo di Barcellona.
Nel 1967 presso la Pontificia Università Lateranense, a Roma, ha ottenuto la laurea in utroque iure.
Il 20 marzo 1985 è nominato vescovo ausiliare di Barcellona ed eletto vescovo titolare di Aliezira il 6 novembre 1987, ricevendo la consacrazione episcopale il 27 dicembre dello stesso anno dal cardinale Narciso Jubany Arnau.
Il 17 maggio 1991 è eletto vescovo di Tortosa.
Il 20 febbraio 1997 è nominato arcivescovo metropolita di Tarragona.
Dal 15 giugno 2004 è arcivescovo di Barcellona, sede elevata a metropolitana lo stesso giorno.
È creato cardinale nel concistoro del 24 novembre 2007 da papa Benedetto XVI, ricevendo il titolo di San Sebastiano alle Catacombe.
Il 9 aprile 2013 è insignito della Medalla d'Or de la Generalitat de Catalunya.
Il 6 novembre 2015 papa Francesco accoglie la sua rinuncia al governo pastorale dell'arcidiocesi di Barcellona per raggiunti limiti di età.
Il 15 febbraio 2017 papa Francesco gli ha concesso il titolo di avvocato rotale.
Il 29 aprile 2017, al compimento del suo ottantesimo genetliaco, è uscito dal novero dei cardinali elettori.

### Italia
Ospite dell’arcivescovo metropolita di Reggio Calabria-Bova, il 26 agosto 2018 si reca con questi a Scilla, nella stessa arcidiocesi, per presiedere all’incoronazione della statua di Santa Maria di Porto Salvo, molto venerata dalla gente di mare della cittadina tirrenica.

## Genealogia episcopale e successione apostolica
La genealogia episcopale è:
- Cardinale Scipione Rebiba
- Cardinale Giulio Antonio Santori
- Cardinale Girolamo Bernerio, O.P.
- Arcivescovo Galeazzo Sanvitale
- Cardinale Ludovico Ludovisi
- Cardinale Luigi Caetani
- Cardinale Ulderico Carpegna
- Cardinale Paluzzo Paluzzi Altieri degli Albertoni
- Papa Benedetto XIII
- Papa Benedetto XIV
- Papa Clemente XIII
- Cardinale Marcantonio Colonna
- Cardinale Giacinto Sigismondo Gerdil, B.
- Cardinale Giulio Maria della Somaglia
- Cardinale Carlo Odescalchi, S.I.
- Cardinale Costantino Patrizi Naro
- Cardinale Serafino Vannutelli
- Cardinale Domenico Serafini, Cong. Subl. O.S.B.
- Cardinale Pietro Fumasoni Biondi
- Cardinale Ildebrando Antoniutti
- Cardinale Narciso Jubany Arnau
- Cardinale Lluís Martínez Sistach

La successione apostolica è:
- Vescovo Sebastià Taltavull Anglada (2009)